# Nososticta acudens
Nososticta acudens – gatunek ważki z rodziny pióronogowatych (Platycnemididae). Znany tylko z miejsca typowego w dorzeczu rzeki Kikori w prowincji Gulf w Papui-Nowej Gwinei.